# Tom Kučera
Tomáš „Tom“ Kučera (geboren 1970 in Gottwaldov, Tschechoslowakei) ist ein deutscher Rabbiner. Er amtiert seit 2006 als Rabbiner der liberalen jüdischen Gemeinde Beth Shalom in München.

## Biografie
Tom Kučera wurde 1970 in der mährischen Stadt Gottwaldov geboren. Sein Studium der Biochemie in Brünn und Deutschland schloss er mit der Promotion an der Universität Göttingen ab. Nach einem Forschungsaufenthalt in den USA studierte er während zwei Jahren rabbinische Literatur bzw. Jüdische Studien am 1972 gegründeten Institut Pardes in Jerusalem. Es folgte ein Studium am Abraham Geiger Kolleg, einem Rabbinerseminar und An-Institut der Universität Potsdam, nach dessen Abschluss er den Magistergrad erhielt. Im September 2006 wurde er in der Synagoge Dresden zum Rabbiner ordiniert, dies war die erste Semicha in Deutschland seit 1940. Seither amtiert er als Rabbiner der liberalen jüdischen Gemeinde Beth Shalom in München.
Kučera publiziert regelmäßig zu medizinischen und naturwissenschaftlichen Themen aus jüdisch-spiritueller Sicht. Er ist Mitglied der Allgemeinen Rabbinerkonferenz Deutschland.

## Publikationen (Auswahl)
- Die praktische Spiritualität – Meditation im Judentum.[3]
- Der Umgang mit dem Tragischen – Zufall oder Vorsehung? In: Vom Umgang mit Verlust und Trauer im Judentum. Hrsg. von Stephan Probst (2018).